# Felcheriu
Felcheriu – wieś w Rumunii, w okręgu Bihor, w gminie Oșorhei. W 2011 roku liczyła 385 mieszkańców.